# Lasiocercis viossati
Lasiocercis viossati är en skalbaggsart som beskrevs av Stefan von Breuning 1971. Lasiocercis viossati ingår i släktet Lasiocercis och familjen långhorningar.
Artens utbredningsområde är Madagaskar. Inga underarter finns listade i Catalogue of Life.